# Live (Ашеров албум)
Live је албум уживо америчког пјевача Ашера. Снимат је 15. и 16. октобра 1998. године, у Ашеровом родном граду Чатануги, док је објављен 23. марта 1999. године преко издавачких кућа LaFace рекордс и Ариста рекордс. објављене су и аудио и видео верзије албума; објављен је са намјером да разбије јаз узмеђу Ашеровог другог и трећег студијског албума, My Way (1997) и 8701 (2001).
Live је примио углавном негативне рецензије од стране музичких критичара, који су критиковали слабу музику уживо Ашеровог гласа на албуму. Албум се нашао на 73 мјесту Билборд 200 листе, на 30 мјесту топ R&B албума и трећем мјесту топ музичких видеа. Продат је у преко 200.000 примјерака у Сједињеним Државама; и аудио и видео верзије сертификоване су као златне од стране Америчког удружења дискографских кућа.

## Позадина
Албум Live је објављен да држи Ашерове фанове задовољним током четири године размака између другог студијског албума My Way (1997) и трећег студијског албума под називом 8701. Током тог периода, био је заузет својом глумачком каријером, глумио је у филмовима факултет страха (1998), Light It Up (1999) и Тексашки ренџери (2001). Албум је снимам на концертима које је Ашер одржавао у Чатануги, 15. и 16. октобра 1998. године;1998. У интервјуу за МТВ, говорио је о разлозима због којих је објавио албум Live: "Стварно ми се свидјела музика бенда, само за мене, али ту је било много људи који нису имали шансу да виде концерт, зато сам изашао са верзијом уживо са већином пјесама са албума, и изашао сам са видеом за све људе који нису имали прилике да виде наступ." Седам пјесама са албума укључене су са његовог дебитантског албума Usher и албума My Way. Пјесме које је оригинално изводио Боби Браун, "Don't Be Cruel", "Every Little Step", "Rock Wit'cha" и "Roni", такође су се нашле на албуму, заједно са пјесмом "Tender Love" групе Force MDs и пјесме ЛЛ Кул Џија "I Need Love".
Албум је у Сједињеним Државама објављен 23. марта 1999. године, преко издавачке куће LaFace рекордс, у облику Компакт-диска, касете и VHS формата; заједно са концертним снимком, VHS формат садржи интервју са Ашером. Аудио верзија албума објављена је дигитално за онлајн преузимање.

## Критички пријем
| Професионални рејтинг | Професионални рејтинг |
| Резултати             | Резултати             |
| Извор                 | Рејтинг               |
| --------------------- | --------------------- |
| Allmusic              | [ 4 ]                 |
| Роберт Кристгау       | [ 10 ]                |
| Ентертајнмент викли   | (C)                   |
| Ролинг стоун          | [ 12 ]                |
| Ју Ес Еј тудеј        | [ 13 ]                |

Албум Live добио је генерално негативне рецензије од стране музичких критичара. Стивен Томас Ерлвин из Allmusic, критиковао је Ашеров "уморни и исцрпљени" звук уживо, али је похвалио ремиксоване пјесме на крају албума, написавши: "није било стварног разлога за њега да објави уживо албум као трећу плочу. И Live се осјећа као умјетак, јер једини прави доказ његових наступа су континуирани крици тинејџера. Заправо, његов звук је уморан и исцрпљен на већини пјесама, чак и на његовим потписаним нумерама "You Make Me Wanna" и "My Way." Љубитељи хардкора ће наћи његову мјешавину Бобија Брауна, с обзиром на то да се не појављује на студијским албумима, али уживо наступ, овдје све пада. Ремикси који су додати на крају су бољи, посебно рад Џермејна Дуприја пјесме "My Way," али оне нужно не побољшавају непотребан албум". Уредник часописа Ентертајнмент викли, Џеј Консидејн, дао је албуму оцјену C и написао је да је аудио албум без видео снимка концерта досадан, упркос Ашеровим способностима на сцени: "Ашер је комад доброг изгледа, са глатким, душевним гласом и посадом секси плесачица, и помахнитали крици који упадају у пјесме су доказ да он зна како да добије публику. Али оно што они виде, ми не добијамо, и без визуелног, ова колекција хитова - сви његови и неки од Бобија Брауна, чине да желим да зијевам". Уредник часописа Ролинг стоун, Нева Чонин, није био импресиониран Ашеровим гласом уживо, написавши: "За разлику од његова два елегантна студијска албума, Usher и My Way, који су обезбиједили потребне бујне ефекте и обилне бекап пјесме, Live оставља своју звијезду сувом и уједначеном. Хитови су трчали, од неподношљивог "Think of You" до "You Make Me Wanna . . ." до дуета са Лил Кимом "Just Like Me." Али слојевити позадински вокали његове музике, тако суштински у студију, звуче лоше кад се одсвирају на бини. Једина непосредност у албуму је музика чатануге, тенесија, тинејџера који узвикују "А-шер!" великим децибалима".

## Комерцијалне перфомансе
Албум је дебитовао на 76 мјесту на Билборд 200 листи, са продатих 21.000 примјерака прве недеље. Достигао је позицију 73 и на листи се задржао девет недеља. На дан 27. априла 1999. године, сертификован је као златни од стране Америчког удружења дискографских кућа (RIAA), прешавши 500.000 продатих примјерака, и до краја 2001. године, продат је у преко 200.000 примјерака у Сједињеним Државама. На листи топ R&B албума дебитовао је на 30 мјесту и на листи се задржао девет недеља. Видео верзија албума дебитовала је на листи топ музичких видеа на четвртом мјесту, 10. априла 1999. године.На четвртом мјесту се задржао три недеље, након чега је напредовао на треће мјесто, 1. маја 1999. године, гдје је остао једну недељу. RIAA је сертификовала видео верзију албума као златну, 22. еецембра 1999. године, са продатих 50.000 примјерака. Видео наступ пјесме "Bedtime" био је доступан на МТВ-ију; уживо верзија пјесме "Bedtime" достигла је 66 мјесто на Хот R&B/хип хоп листи, 17. априла 1999. године и на листи се задржала десет недеља.

## Списак пјесама
| №   | Назив                                       | Аутор(и)                                                                           | Трајање |  |
| 1.  | My Way                                      | Џермејн Дуппри Мануел Сил Ашер                                                     | 3:36    |  |
| 2.  | Think of You                                | Донел Џонс Фејт Еванс Ашер                                                         | 2:15    |  |
| 3.  | Come Back                                   | Џо Кокер Дупри Сил Крис Стрејтон Ашер                                              | 2:14    |  |
| 4.  | Just Like Me (са Лил Кимом)                 | Дупри Лил Ким Сил                                                                  | 3:24    |  |
| 5.  | Don't Be Cruel (Intro)                      | Бејбифејс L.A. Рид Дерил Симонс                                                    | 1:04    |  |
| 6.  | Every Little Step                           | Бејбифејс L.A. Рид                                                                 | 1:53    |  |
| 7.  | Rock Wit'cha                                | Бејбифејс L.A. Рид                                                                 | 1:41    |  |
| 8.  | Roni                                        | Бејбифејс                                                                          | 1:55    |  |
| 9.  | Pianolude                                   |                                                                                    | 3:32    |  |
| 10. | I Need Love                                 | Роберт Ервин Боби Ервинг Стив Етингер LL Cool J Дерил Пирс Дејвид Пирс Двејн Симон | 0:32    |  |
| 11. | Tender Love                                 | Џими Џам и Тери Луис                                                               | 1:13    |  |
| 12. | Bedtime                                     | Бејбифејс                                                                          | 7:06    |  |
| 13. | Nice & Slow                                 | Брајан Кејси Дупри Сил Ашер                                                        | 6:30    |  |
| 14. | You Make Me Wanna...                        | Дупри Сил Ашер                                                                     | 5:48    |  |
| 15. | My Way (Џермејн Дупри Remix)                | Дупри Сил Ашер                                                                     | 3:38    |  |
| 16. | Nice & Slow (B-Rock's Basement Mix)         | Дупри Сил Ашер                                                                     | 4:03    |  |
| 17. | You Make Me Wanna... (Tuff & Jam Dance Mix) | Дупри Сил Ашер                                                                     | 6:45    |  |

## Особље
Заслуге за албум Live прилагођене су са сајта Allmusic.
| - Барон "B-Rock" Агри – продуцент, ремикс - Leevirt Agee – вокал - Бејбифејс – текстописац, позадински вокал, извршни продуцент - Валдез Брантли – аражман, продуцент, програмирање - Џош Бутлер – инжињер, ремикс - Регина Давенпорт – A&R - Џермејн Дупри – позадински вокал, продуцент, ремикс - Боби Ервинг – текстописац - Алекс Еванс – бас - Брајан Фрејзер Мур – бубљеви - Брајан Фрје – инжињер, асистент миксања - Џон Фрје – асистент миксања - Џон Гас – миксање - Фил Гитомер – асстент инжињера - Дејвид Хјуит – инжињер - Џагед Еџ – позадински вокал - Лемаркус Џеферсон – бас - Стенли Џонс – клавијатура - Мет Ламонт – продуцент, миксање - Лил Ким – вокал - Кевин Ливели – координација, асистент миксања - LL Cool J – текстописац | - Треј Лоренц – позадински вокал - Дијан Маковски – продукцијска координација - Шон Меклинтон – асистент инжињера - Гавин Милс – миксање - Чери Обрајен – креативни координатор - Дерил Пирс – текстописац - Херб Пауерс – мастеринг - Каван Пратер – продуцент, A&R - Ашер – удараљке, аранжман, вокал, продуцент, извршни продуцент - L.A. Рид – извршни продуцент - Тоби Риверс – аранжман - Тод Самс – аранжман - Мануел Сил – позадински вокал, продуцент - Shanice – позадински вокал - Лакимбра Снид – дизајн - Фил Тан – инжињер, миксање - Кортни Тејлор – креативни координатор - Брајан Тарме – клавијатура - Кенди Токерс – A&R - Таф Џам – миксање - Твиста – вокал - D.L. Варфилд – илустрације, умјетничко усмерење |

## Позиције на листама
| листа (1999)      | Најбоља позиција |
| ----------------- | ---------------- |
| Билборд 200       | 73               |
| Топ R&B албуми    | 30               |
| Топ музички видео | 3                |